# Pfaffenthal

Pfaffenthal in Luxemburg-Stadt

Pfaffenthal (luxemburgisch Pafendallⓘ) ist ein Stadtviertel der Stadt Luxemburg im Großherzogtum Luxemburg, zu welchem der innerhalb der historischen Festung liegende Hauptort Pfaffenthal und der außerhalb liegenden Ortsteil Siechenhof (lux. Sichenhaff) gehören. Es liegt im Tal der Alzette zwischen dem Altstadt-Zentrum Luxemburgs und dem Kirchberg-Plateau. Tal wird im Namen wie im Altdeutschen noch mit h geschrieben. In und um das Pfaffenthal befindet sich eine Reihe gut erhaltener Bauwerke der ehemaligen Festung Luxemburg, daher zählt das Viertel seit 1994 zur schützenswerten Pufferzone des UNESCO-Weltkulturerbe in Luxemburg. Auch ist der Vorort Standort des ersten Wasserwerks von Luxemburg-Stadt, welches Mitte des 19. Jahrhunderts errichtet und in den 1960er Jahren allerdings bis auf seinen Schornstein abgerissen wurde. Ende 2018 lebten 1.270 Personen im Quartier. Die Fläche des Stadtteils beträgt 242 Hektar.
Durch Pfaffenthal führt auch der Wenzelsweg, ein touristischer Rundweg durch die Festungsanlagen der Stadt Luxemburg. Er führt von Pfaffenthal, durch das Stadtviertel Grund, hinauf zum Fort Thüngen.
Das Pfaffenthal wird überspannt von der Großherzogin-Charlotte-Brücke (lux. auch: Roud Bréck (Rote Brücke)), die eines der Wahrzeichen der Stadt Luxemburg ist. Gleichfalls führt die sogenannte „Nordstrecke“ der luxemburgischen Eisenbahn, nachdem sie das imposante Viadukt über die Alzette passiert hat, durch diesen Vorort. Zu Füßen des Viadukts der Eisenbahnbrücke befindet sich auch die Jugendherberge der Stadt Luxemburg.
2017 wurde an dieser Bahnlinie der Bahnhof Pfaffenthal-Kirchberg eröffnet, an dem aktuell (Ende 2019) tagsüber vier Züge stündlich halten.
Sehenswert ist die alte Klosteranlage von Altmünster in der Mohrfelsstraße, die heute ein Altenheim beherbergt. Daneben befindet sich die Mohrfelsmühle, eine der ältesten Wassermühlen des Landes und ehemalige Produktionsstätte der Senffabrik Moutarderie de Luxembourg.
Der Luxemburger Nationalkomponist Laurent Menager wurde in Pfaffenthal geboren und liegt auf dem Friedhof Sichenhaff begraben. Ebenfalls hier geboren wurde der Komponist Alfred Kowalsky.
Der Radprofi Charly Gaul (1932–2005) sowie die Radsportlerin Elsy Jacobs (1933–1998) wurden im Pfaffenthal geboren.
Der 1909 gegründete Fußballverein Fußballklub FC Red-Black Pfaffenthal, welcher im Stade Gaston-Diderich seine Heimspiele austrägt, fusionierte 2007 mit dem FC Egalité Weimerskirch zum FC Red-Black-Egalité 07 Pfaffenthal-Weimerskirch.
Am 30. Mai 1976 ereignete sich hier eine schwere Gasexplosion, die ein ganzes Viertel stark in Mitleidenschaft zog. Der Wiederaufbau erfolgte im Rahmen einer urbanistischen Neuentwicklung, des sogenannten 'Béinchen'-Projektes ab 1982 und wurde gegen Ende 1984, bzw. Anfang 1985 vollendet.
Dank den Bemühungen des lokalen Interesseveräin Pafendall-Sichenhaff fand in der zweiten Hälfte des Jahres 2015 eine ausführliche Ausstellung über das Stadtviertel im Historischen Museum der Stadt Luxemburg; es war die erste diese Art.
Seit dem 22. Juli 2016 besitzt das Viertel einen Panorama-Aufzug auf der linken Uferseite der Alzette, welcher den Kern Beim Béinchen mit dem Park Pescatore im oberstädtischen Zentrum verbindet. Gleichzeitig, wurde der ehem. Waschbrunnen (lux. Wäschbuer), welcher mit dem Wasser des berühmten Théiwesbuer gespeist wird und in das erste öffentliche Kneipp-Bad der Stadt umfunktioniert wurde, wiedereröffnet.
Seit Winter 2017/2018 gibt es im Ortsteil Siechenhof den Bahnhof Pfaffenthal-Kirchberg auf der rechten Uferseite der Alzette, welcher durch eine Standseilbahn mit der neuen Stater-Tram-Station „Roud Bréck“ im oberstädtischen Stadtviertel Kirchberg verbunden ist. Seit September 2018 testet die Stadt Luxemburg zwischen Panoramaaufzug, Bahnhof und Friedhof einen autonom fahrenden Bus.

## Bilder

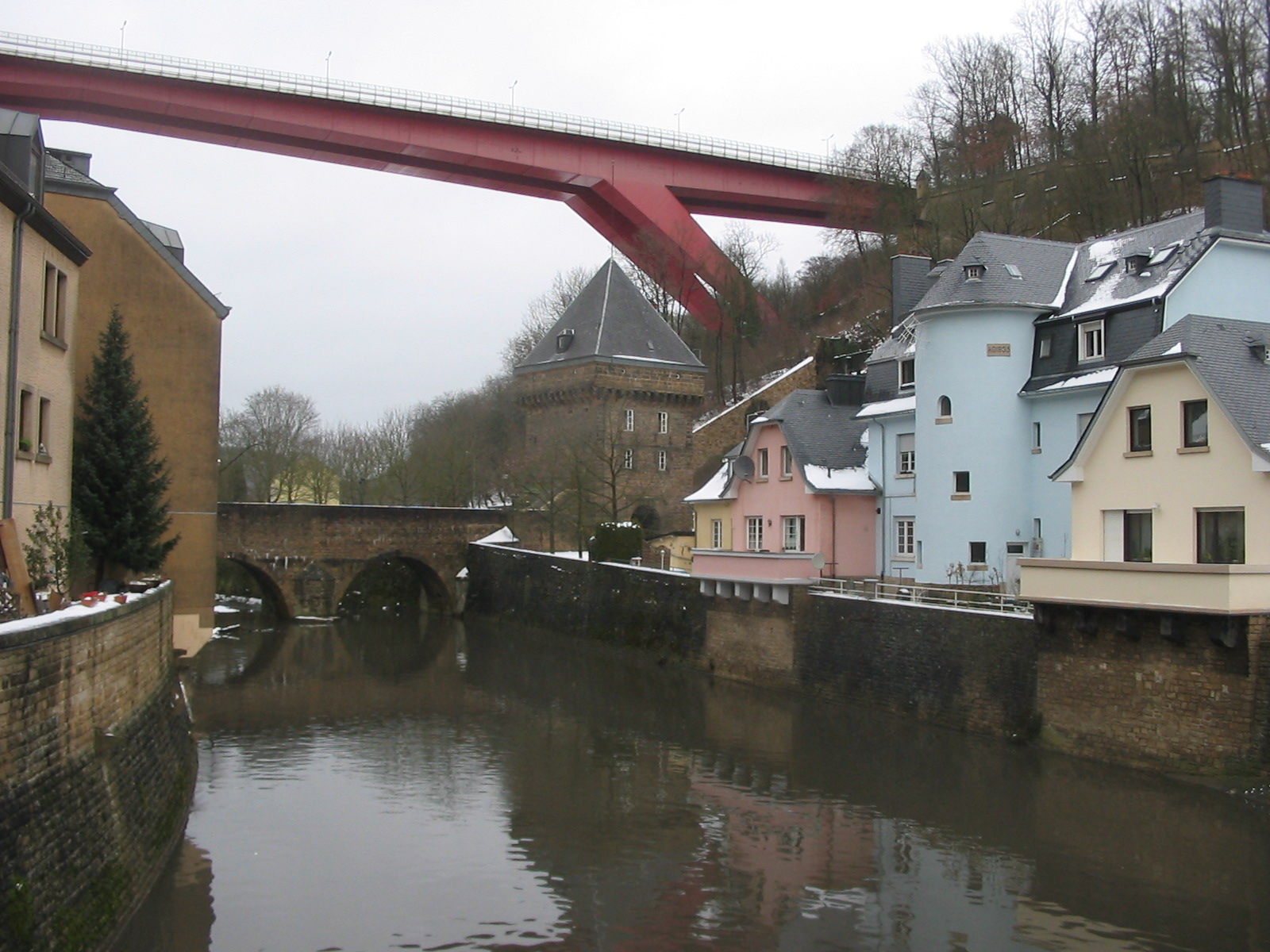
Großherzogin-Charlotte-Brücke (Rote Brücke) vom Pfaffenthal gesehen
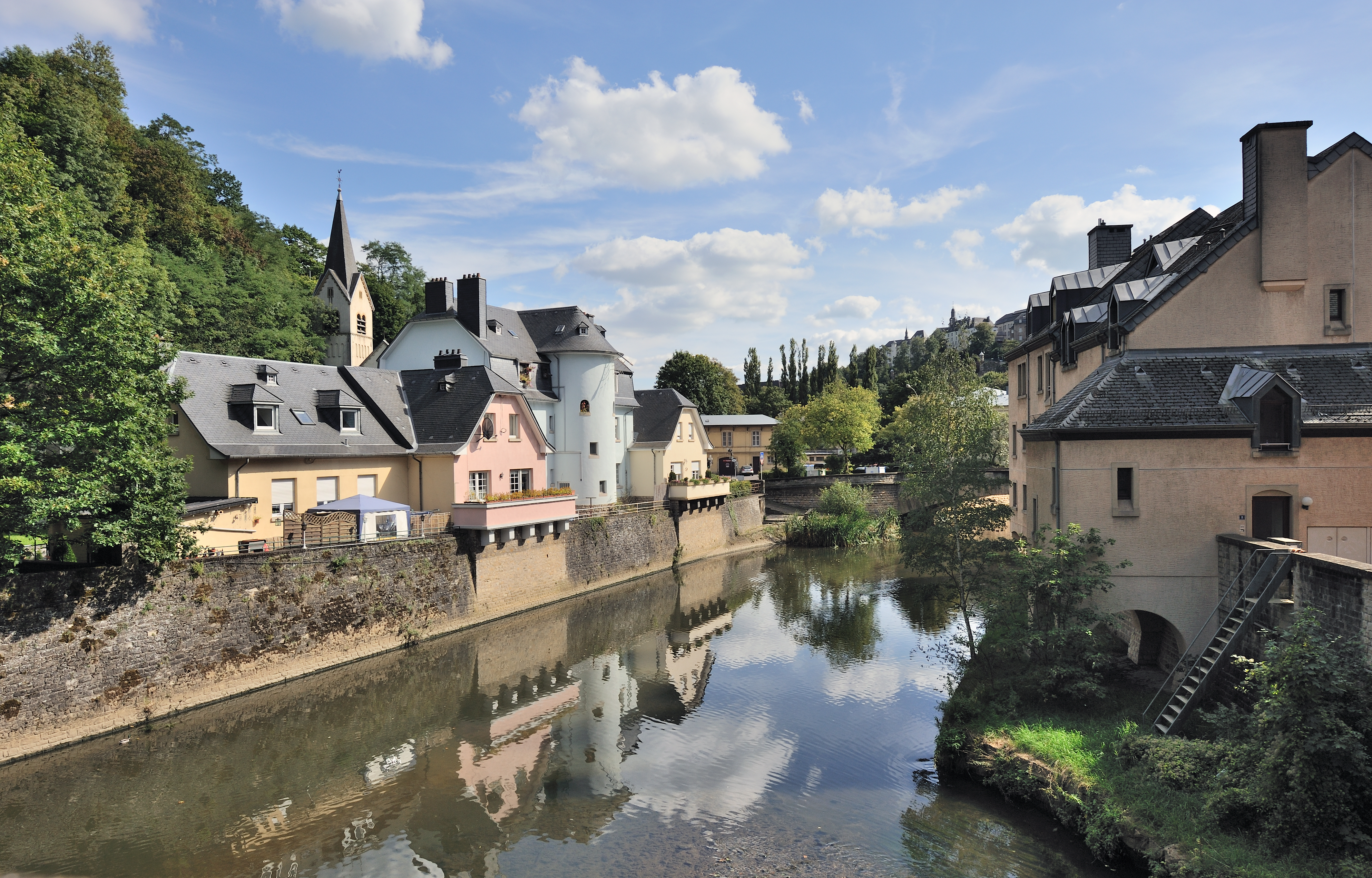
Blick von der Béinchen-Brücke in den Ort
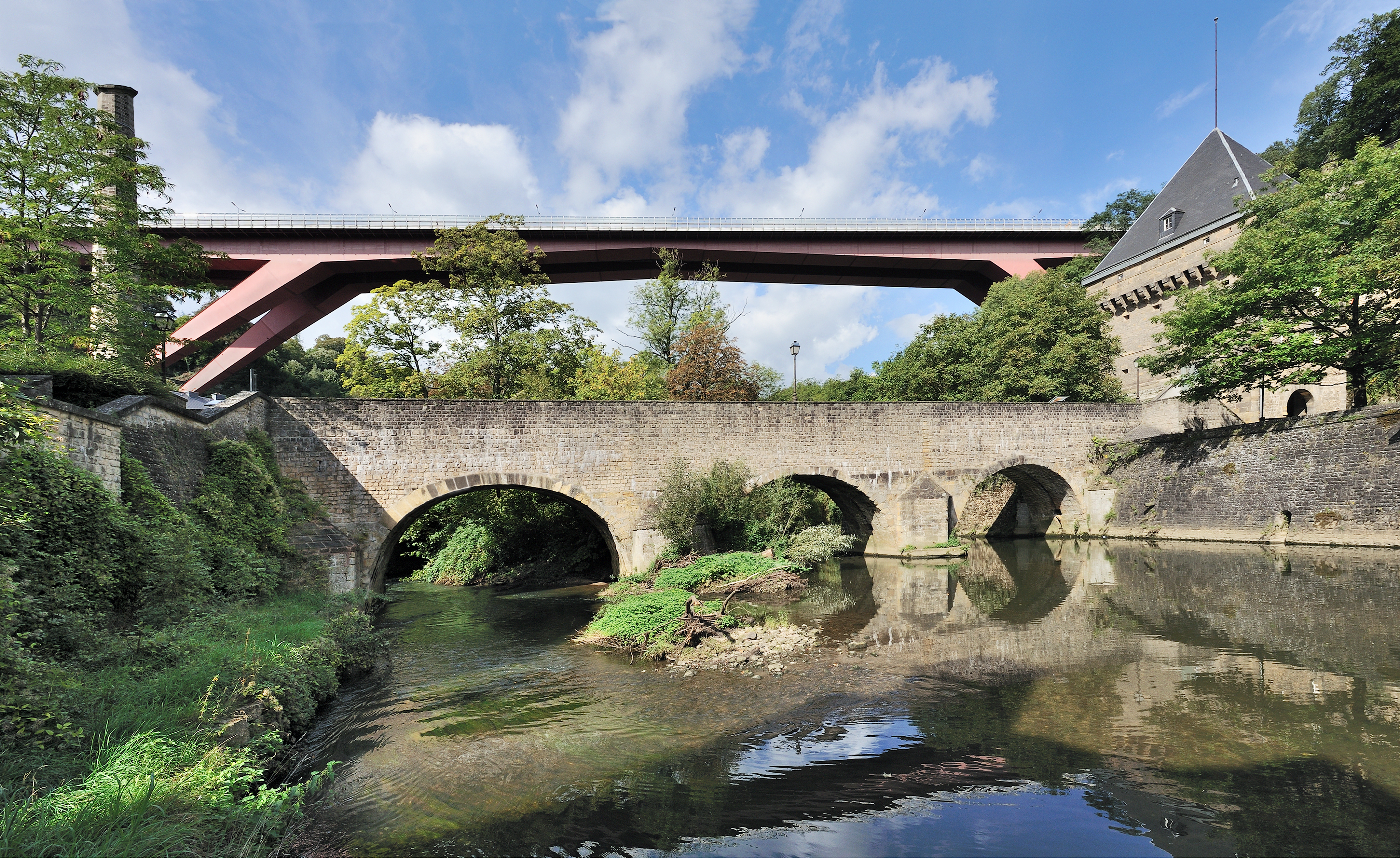
Béinchen-Brücke
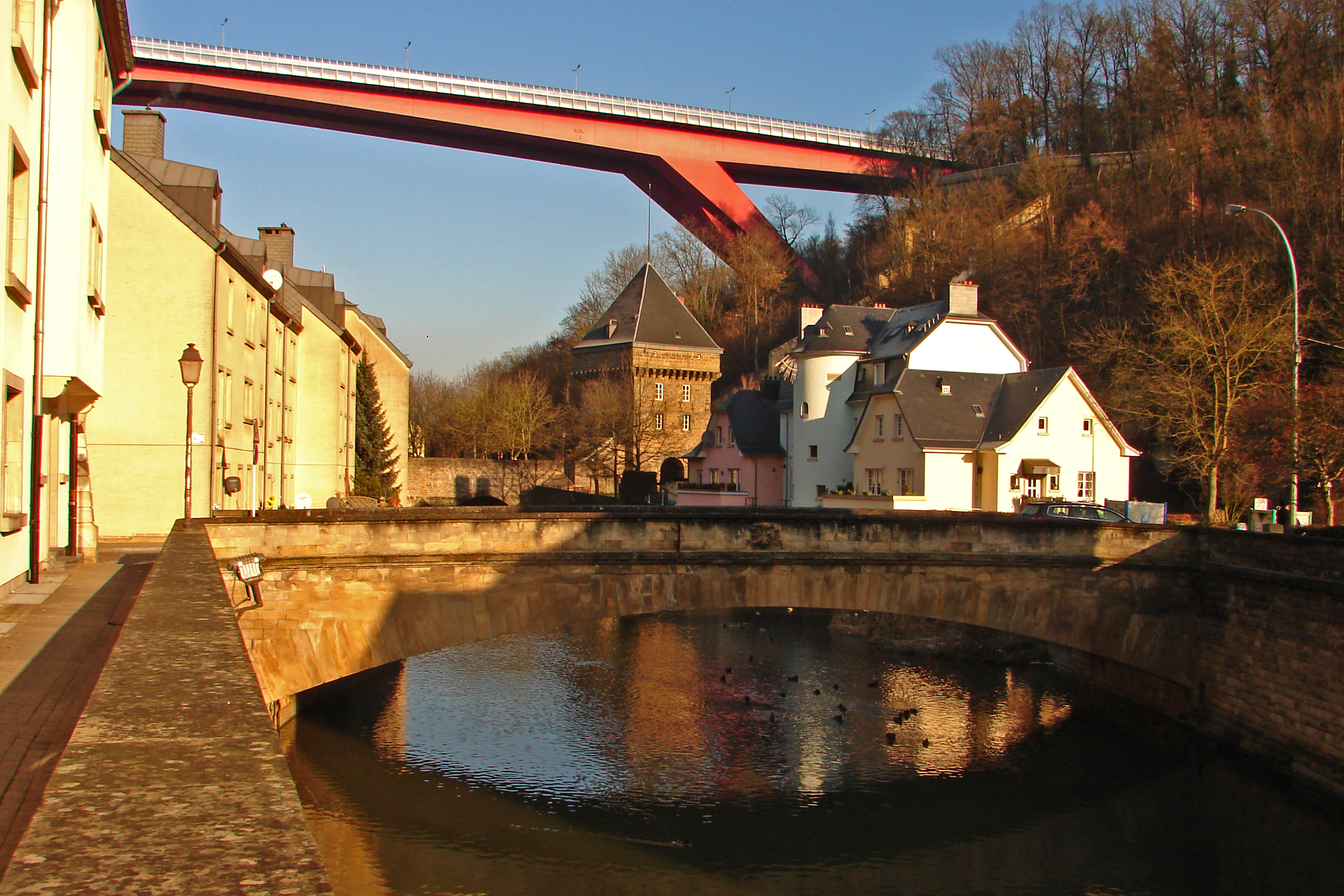
Reste der Festung und Großherzogin-Charlotte-Brücke
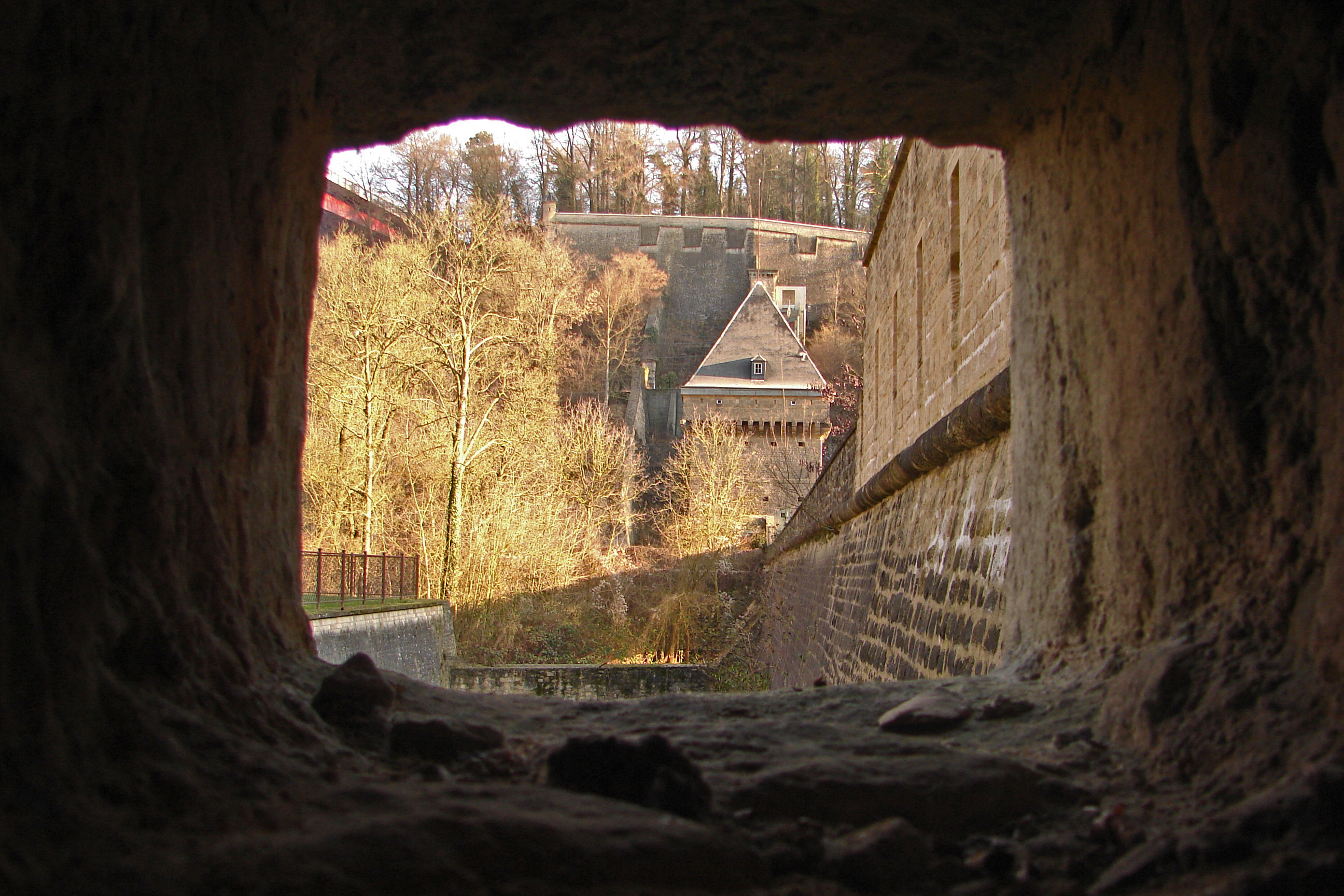
Reste der Festung
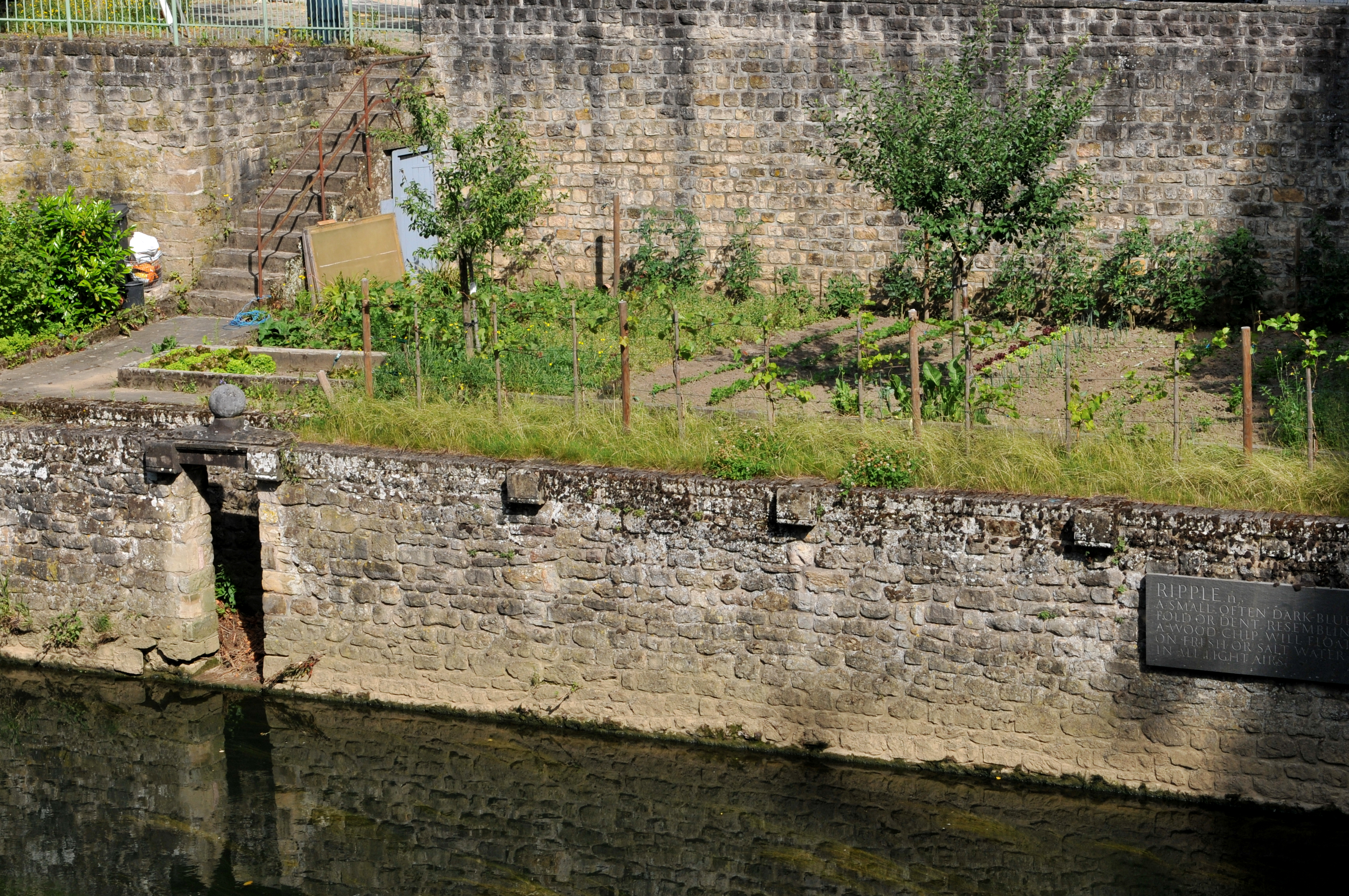
Gemüsegarten
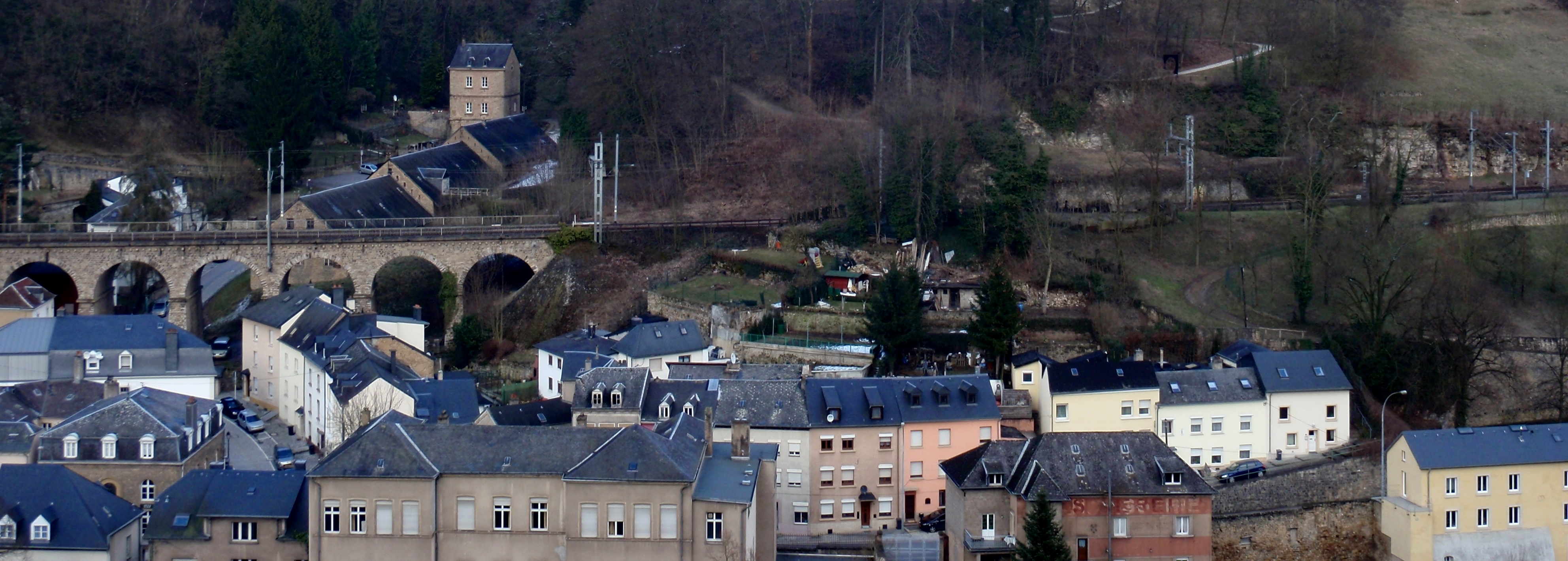
Pfaffenthal mit Eisenbahnbrücke
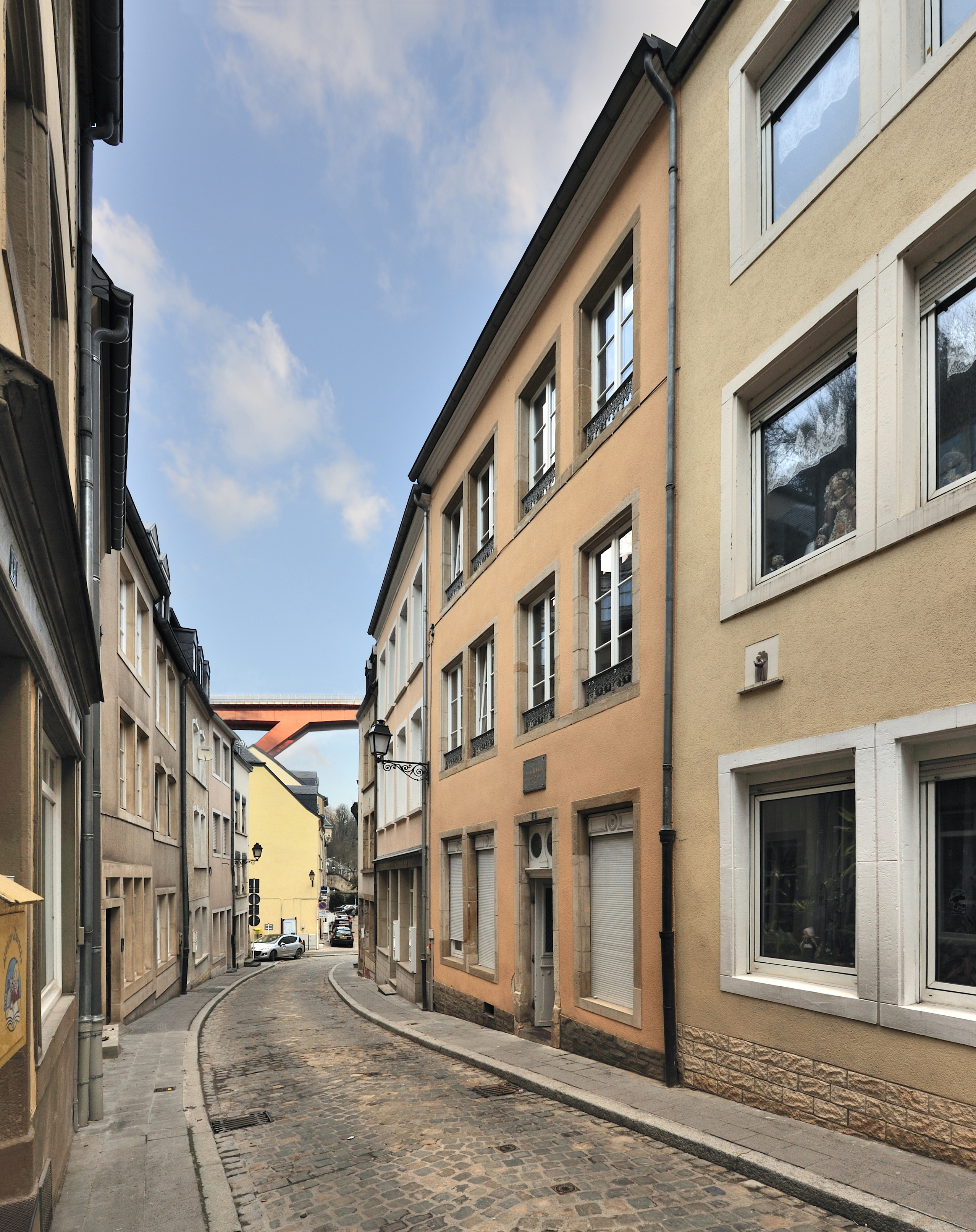
Laurent-Menager-Straße
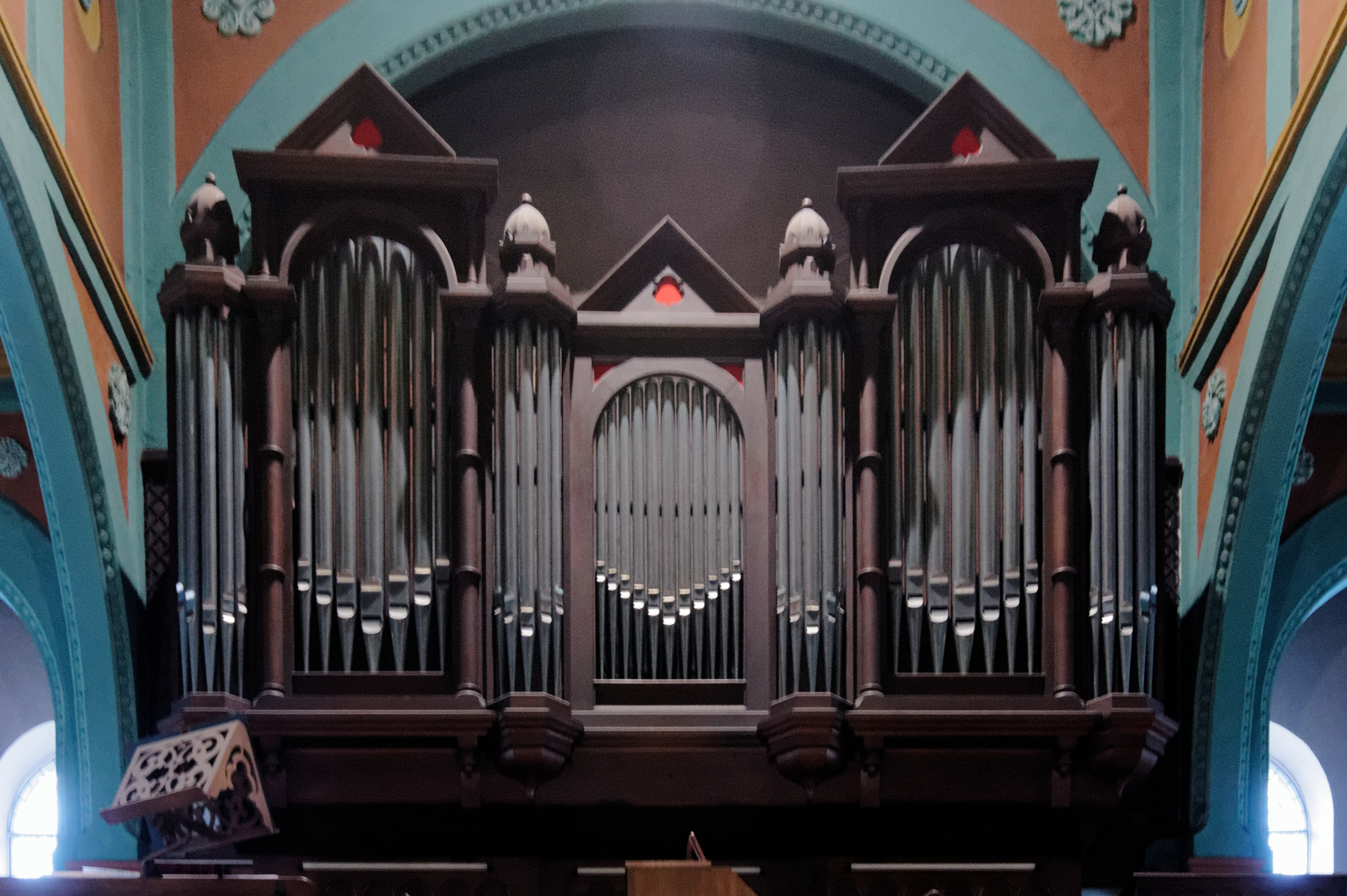
Orgel der Pfaffenthaler Pfarrkirche, an der Laurent Menager von 1861 bis 1902 spielte
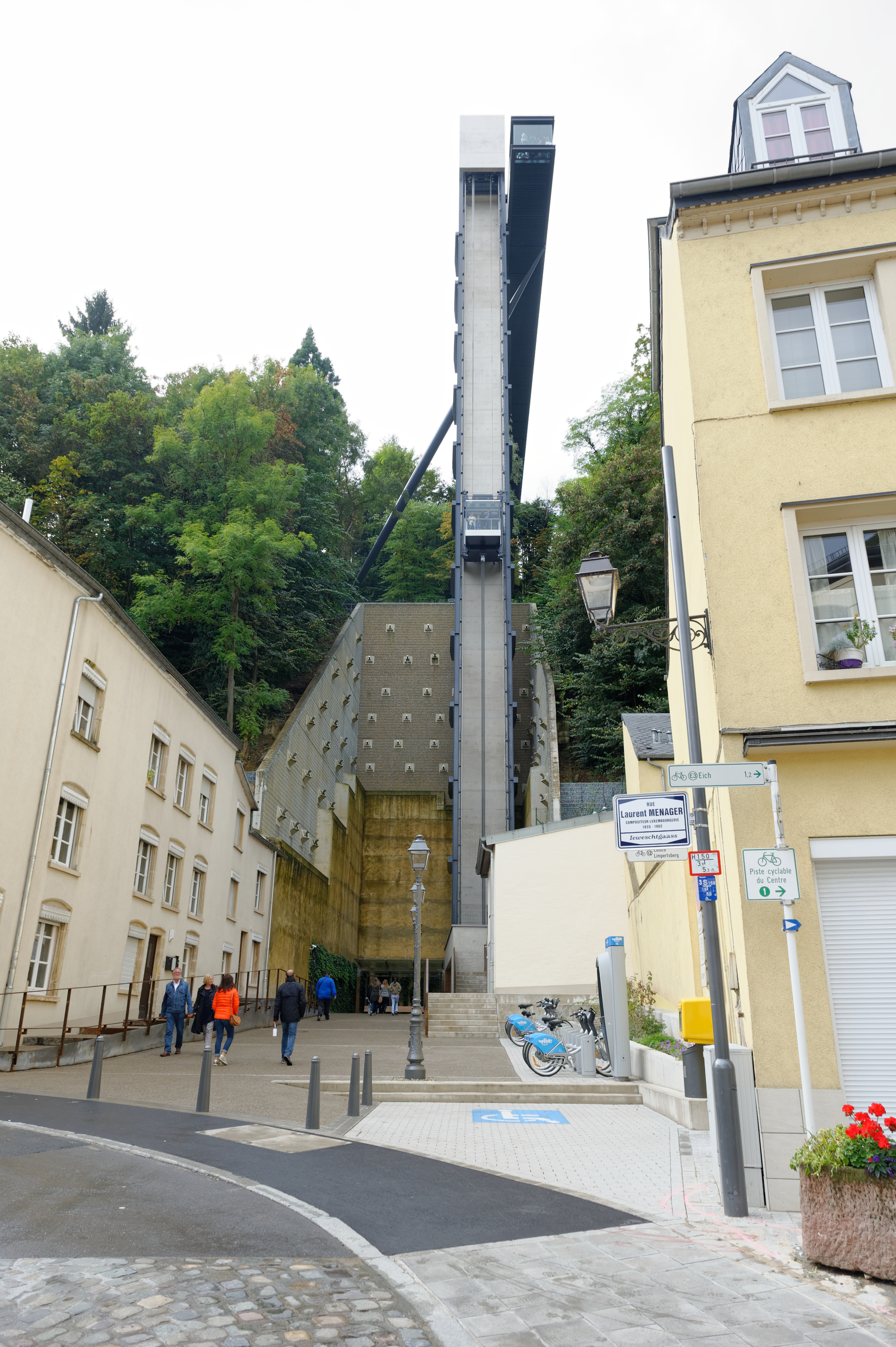
Fahrstuhl Pfaffenthal Oberstadt